# Asterorhombus
Asterorhombus is een geslacht van straalvinnige vissen uit de familie van botachtigen (Bothidae). Het geslacht is voor het eerst wetenschappelijk beschreven in 1915 door Tanaka.

## Soorten
- Asterorhombus cocosensis (Bleeker, 1855)
- Asterorhombus fijiensis (Norman, 1931)
- Asterorhombus filifer Hensley & Randall, 2003
- Asterorhombus intermedius (Bleeker, 1865)